# Championnat de Tunisie de football de quatrième division
 (mars 2019).
Le championnat de Tunisie de football de quatrième division (Ligue IV) est une compétition de football tunisienne divisée en quatre ligues géographique (Nord, Tunis et centre, Centre et Sud).
Le premier de chaque poule est automatiquement promu en Ligue III. Les derniers sont relégués en division régionale. Cependant, selon la nouvelle organisation des compétitions adoptée à partir de la saison 2012-2013, la division régionale est supprimée et le championnat de quatrième division compte douze poules avec quatre nouvelles ligues régionales qui s'ajoutent aux huit ligues existantes. Les champions des poules accèdent directement en Ligue III. Les ligues régionales dont la compétition compte deux poules (Tunis, Cap Bon, Monastir, Bizerte et Sfax) organisent des barrages. 

## Palmarès
Ligue amateur Nord
- 2009 : Dahmani Athlétique Club
- 2010 : Vague sportive de Menzel Abderrahmane
- 2011 : STIR sportive de Zarzouna
- 2012 : Avenir sportif d'Oued Ellil

Ligue amateur Tunis et Centre
- 2009 : Hirondelle sportive de Kalâa Kebira
- 2010 : Enfida Sports
- 2011 : Association sportive de l'Ariana
- 2012 : Football Club Hammamet

Ligue amateur Centre Est
- 2009 : Étoile sportive d'El Jem
- 2010 : Stade sportif sfaxien
- 2011 : Union sportive de Ksour Essef
- 2012 : En-Nadi Ahli Bouhjar

Ligue amateur Sud
- 2009 : Aigle sportif de Jilma
- 2010 : Union sportive de Métouia
- 2011 : Club olympique de Médenine
- 2012 : Football Mdhilla Club

## Champions des ligues
Ligue régionale Tunis et banlieue
- 2013 : Association sportive Ittihad
- 2014 : Jeunesse sportive de La Soukra
- 2015 : Avenir sportif de La Soukra
- 2016 : Mouldiet Manouba

Ligue régionale Cap Bon
- 2013 : Avenir sportif de Soliman
- 2014 : Étoile sportive de Radès
- 2015 : Stade nabeulien
- 2016 : Association Mégrine Sport

Ligue régionale Nord
- 2013 : Union sportive de Djedeida
- 2014 : Éclair de Testour
- 2015 : Club medjezien
- 2016 : El Ahly Mateur

Ligue régionale Nord-Ouest
- 2013 : Étoile sportive de Gaâfour
- 2014 : Dahmani Athlétique Club
- 2015 : Safia sportive d'El Ksour
- 2016 : Avenir sportif keffois de Barnoussa

Ligue régionale de Sousse
- 2013 : Stade soussien
- 2014 : Hirondelle sportive de Kalâa Kebira
- 2015 : Kalâa Sport
- 2016 : Club sportif de Hergla

Ligue régionale de Monastir
- 2013 : Club sportif de Bembla
- 2014 : Astre sportif de Menzel Ennour
- 2015 : Club sportif de Bembla
- 2016 : Avenir sportif de Rejiche

Ligue régionale de Kairouan
- 2013 : Club sportif de Hajeb El Ayoun
- 2014 : Espoir sportif de Haffouz
- 2015 : Club sportif de Hajeb El Ayoun
- 2016 : Étoile sportive de Oueslatia

Ligue régionale de Sfax
- 2013 : Club sportif de Jebiniana
- 2014 : Progrès sportif de Sakiet Eddaïer
- 2015 : Croissant sportif chebbien
- 2016 : Club sportif de Jebiniana

Ligue régionale de Sidi Bouzid
- 2013 : Étoile sportive de Fériana
- 2014 : Réussite sportive de Sbiba
- 2015 : Aigle sportif de Jilma
- 2016 : Réussite sportive de Sbiba

Ligue régionale de Gafsa
- 2013 : Astre sportif de Degache
- 2014 : Flèche sportive de Gafsa-Ksar
- 2015 : Football M'dilla Club
- 2016 : Flèche sportive de Gafsa-Ksar

Ligue régionale de Gabès
- 2013 : Olympique de Ghannouch
- 2014 : Oasis sportive de Chenini
- 2015 : Union sportive de Métouia
- 2016 : Wided sportif d'El Hamma

Ligue régionale de Médenine
- 2013 : Union sportive de Tataouine
- 2014 : Espoir sportif de Rogba
- 2015 : Union sportive de Djerba-Ajim
- 2016 : Zitouna sportive de Chammakh